# Wilmar Reichembach
Wilmar Reichembach (Francisco Beltrão, 10 de dezembro de 1957) é um empresário e político brasileiro filiado ao Partido Social Democrático (PSD), atualmente deputado estadual do Paraná. Foi funcionário dos Correios do Brasil.
De ascendência alemã paterna e materna, ingressou na Facibel (atual Unioeste) no curso de Economia Doméstica e depois em Ciências Econômicas, concluiu sua graduação nos dois cursos. Militou no movimento estudantil, sendo presidente do Diretório Acadêmico Bárbara Zimmermann.
Foi eleito vereador entre 1992 a 2000 no município de Francisco Beltrão e vice-prefeito de 2001 a 2009 no mesmo município. Foi ainda eleito pelo PSDB prefeito do município de Francisco Beltrão para o mandato de 2009 a 2012.